# Camarines Sur
Camarines Sur est une province des Philippines.

## Villes et municipalités
Municipalités
- Baao
- Balatan
- Bato
- Bombon
- Buhi
- Bula
- Cabusao
- Calabanga
- Camaligan
- Canaman
- Caramoan
- Del Gallego
- Gainza
- Garchitorena
- Goa
- Lagonoy
- Libmanan
- Lupi
- Magarao
- Milaor
- Minalabac
- Nabua
- Ocampo
- Pamplona
- Pasacao
- Pili
- Presentacion
- Ragay
- Sagñay
- San Fernando
- San Jose
- Sipocot
- Siruma
- Tigaon
- Tinambac

Villes
- Iriga
- Naga